# Mystiska dödsfall bland ryska affärsmän (2022)
Under 2022 inträffade flera mystiska dödsfall bland ryska affärsmän och/eller oligarker, och vid vissa tillfällen även familjemedlemmar, under vad vissa källor antyder var misstänkta omständigheter.

## Analys
Den 3 juni 2022 beskrev det holländska nyhetsnätverket NOS fenomenet som "en dyster mängd ryska miljardärer, många från olje- och gasindustrin, som har påträffats döda under ovanliga omständigheter sedan början av 2022. Den första händelsen inträffade den 30 januari när 60-årige Leonid Shulman, transportchef för den ryska energijätten Gazprom, hittades död i badrummet på sitt hus på landet i Leningrad-regionen. Bredvid hans kropp låg ett självmordsbrev."  Den 6 juli 2022 beskrev CNN Portugal gruppen som "miljonärer med direkta eller indirekta kopplingar till Kreml som hittades döda med misstänksamma omständigheter sedan början av 2022". Den hänvisade till en tidigare utredning av USA Today, som drog slutsatsen att "38 ryska affärsmän och oligarker nära Kreml dog under mystiska eller misstänkta omständigheter mellan 2014 och 2017." Affärsmannen och kritikern av den ryska federala regeringen Bill Browder har menat att Putin personligen beordrar avrättningar av inflytelserika företagsledare i kritiska sektorer som han anser inte kommer att vara ja-män och skrämmer deras efterträdare med hot om död eller våld.

## Lista över dödsfall
Denna artikel innehåller en dynamisk lista som kanske inte kommer kunna uppfylla särskilda standarder för fullständighet. Du kan hjälpa till genom att utöka den med pålitliga källor.
| Namn                            | Position | Dödsdatum         | Plats där dödsfallet inträffade                     | Omständigheter |
| ------------------------------- | --- | ----------------- | --------------------------------------------------- | --- |
| Leonid Shulman                  | Transportchef på Gazprom.                                                                                                   | 30 januari 2022   | Leningrad oblast, badrum                            | Självmordsbrev hittat bredvid hans kropp. |
| Igor Nosov                      | VD för det ryska företaget Far East and Arctic Development Corporation (KRDV) och tidigare vice guvernör i Nizjnij Novgorod | 8 februari 2022   | Moskva                                              | Uppges ha drabbats av en stroke. |
| Alexander Tyulakov              | Chef i styrelsen på Gazprom.                                                                                                | 25 februari 2022  | Sankt Petersburg, parkeringsgarage                  | Självmordsbrev hittat på hans kropp. |
| Mikhail Watford                 | Ukrainskfödd rysk miljardär.                                                                                                | 28 februari 2022  | Surrey, parkeringsgarage                            | Brittiska myndigheter har inte hittat bevis för ett brott.                                                                                                 |
| Vasily Melnikov                 | Rysk affärsman. Ägare av Medstorm.                                                                                          | 23 mars 2022      | Nizjnij Novgorod, lägenhet                          | Hustru och två söner hittades döda bredvid honom. |
| Vladislav Avayev                | Tidigare vicepresident på Gazprombank.                                                                                      | 18 april 2022     | Moskva, lyxlägenhet                                 | Hustru och 13-åriga dotter hittades döda bredvid honom. |
| Sergey Protosenya               | Tidigare chef på Novatek.                                                                                                   | 19 april 2022     | Lloret de Mar, trädgård i en lyxvilla               | Protosenya hängde i en ledstång. Hans hustru och dotter hittades döda i sina sängar, troligtvis träffade av en yxa och knivhuggna.                         |
| Andrei Krukovsky                | Chef för skidorten Estosadok som ägs av Gazprom.                                                                            | 2–3 maj 2022      | Sotji, vid en klippa                                | Enligt uppgift "föll från en klippa. |
| Alexander Subbotin              | Styrelseledamot på Lukoil.                                                                                                  | 8–9 maj 2022      | Moskva, källare                                     | Enligt uppgift dog av en "droginducerad hjärtattack". |
| Jurij Voronov                   | VD för Astra Shipping, en underleverantör till Gazprom.                                                                     | 4 juli 2022       | Leningrad oblast, i en pool                         | Skottskador i huvudet, pistol hittades bredvid hans kropp.                                                                                                 |
| Dan Rapoport                    | Lettlandsfödd rysk affärsman och uttalad Putinkritiker.                                                                     | 14 augusti 2022   | Washington, D.C., lyxlägenhet                       | Uppges ha dött i ett fall från sin lägenhet. |
| Ravil Maganov                   | Ordförande för Rysslands oljejätte Lukoil och uttalad Putinkritiker.                                                        | 1 september 2022  | Moskva, källare                                     | Enligt uppgift inlagd på sjukhus för hjärtproblem och depression, och sedan "föll han ut genom ett fönster".                                               |
| Ivan Pechorin                   | Flygchef för det ryska energibolaget KRDV.                                                                                  | 10 september 2022 | Flöt upp på en strand cirka 160 km från Vladivostok | Drunknat vid Cape Ignatyev, Vladivostok, kropp hittades i Beregovoe två dagar senare. Uppges ha ramlat från sin båt.                                       |
| Vladimir Nikolajevitj Sungorkin | Chefredaktör för den ryska statliga tidningen Komsomolskaja Pravda.                                                         | 14 september 2022 | Raivola                                             | Uppges ha drabbats av en stroke och kvävts på väg till lunch.                                                                                              |
| Anatolij Gerashchenko           | Tidigare rektor för Moskvas luftfartsinstitut.                                                                              | 21 september 2022 | Moskva, trappor                                     | Föll nerför trappor inne på Moskvas luftfartsinstitut. |
| Pavel Pchelnikov                | Toppchef för Digital Logistics, ett dotterbolag för Rysslands järnvägar                                                     | 28 september 2022 | Moskva, lägenhet                                    | Påstås ha skjutit sig själv på balkongen i sin lägenhet.                                                                                                   |
| Vyacheslav Taran                | Medgrundare av Libertex, en valutabörs                                                                                      | 29 november 2022  | Villefranche-sur-Mer                                | Omkom i helikopterkrasch efter att ha lyft från Schweiz.                                                                                                   |
| Grigory Kochenov                | Kreativ chef för IT-företaget Agima                                                                                         | 7 december 2022   | Nizjnij Novgorod                                    | Trillade från sin balkong medan poliser förmodligen genomförde en husrannsakan i hans lägenhet.                                                            |
| Dmitriy Zelenov                 | Medgrundare av byggföretaget Don-Stroy                                                                                      | 9 december 2022   | Antibes                                             | Enligt uppgift mådde han illa och ramlade över ett räcke och slog i huvudet, dog senare på akuten utan att återfå medvetandet.                             |
| Vladimir Bidenov                | Affärspartner och reskamrat till Pavel Antov                                                                                | 22 december 2022  | Rayagada, Odisha, Indien                            | Dog av hjärtproblem trots att han aldrig tidigare haft några, två dagar senare dog hans nära följeslagare på samma hotell under misstänkta omständigheter. |
| Alexander Buzakov               | Chef för Amiralitetsvarvet                                                                                                  | 24 december 2022  | Sankt Petersburg                                    | Han dog plötsligt dagen efter att han deltog i float-out-ceremonin för Lada-klassens ubåt Velikie Luki. Ingen förklaring gavs om dödsorsaken.              |
| Pavel Antov                     | Vice ordförande för livsmedelsföretaget "Vladmirsky Standart" och parlamentsledamot för Vladimirs lagstiftande församling   | 26 december 2022  | Rayagada, Odisha, Indien                            | Ramlade ut genom fönstret ; en annan rysk turist, Vladimir Bidanov, dog på samma hotell två dagar tidigare.                                                |